# Сомове (Одоєвський район)
Со́мове (рос. Сомово) — селище в Одоєвському районі, Тульська область, Росія.

## Географія
Розташоване в західній частині області за 13 км на північний захід від районного центру смт Одоєв, за 28 км на схід від міста Бєльов на автодорозі Р139 Бєльов — Тула, на березі річки Мізгєя. За 17 км на південь від селища знаходиться залізнична станція Арсеньєве на лінії Козельськ — Бєльов — Горбачове.

### Відстані до великих міст
| В Росіĭ: - Тула - 89 км - Калуга - 97 км - Орел - 129 км - Москва - 278 км | В Украïні: - Суми - 455 км - Харків - 515 км - Чернігів - 555 км - Київ - 656 км |

## Історія
За непідтвердженими даними, раніше тут був маєток пана на прізвище Сомов, тому село отримало таку назву.
До 1792 року село належало до Бєлевського повіту.
1888 року в Сомово відкрилася церковно-парафіяльна школа.

## Інфраструктура
У селі школа ім. Д. М. Шарова, дитячий садок, магазин, поштове відділення.
Працюють МТС, що обслуговує сільськогосподарську техніку, пункт первинної обробки зерна і кілька пунктів збору молока. Елеватор на 54 тис. т зерна.
Вирощуються картопля, пшениця, жито, ячмінь, овес, гречка, кормові та плодово-ягідні культури.
Розводиться велика рогата худоба, свині, вівці, коні, птиця, кролі.
Розвинене бджільництво.

## Відомі уродженці
- Шаров Дмитро Михайлович (1918-1952) — льотчик, Герой Радянського Союзу.
- Євлогій (Георгієвський) (1868-1946) — митрополит, єпископ Російської православної церкви.
- Мішин Петро Іванович (1922—1990) — командир мотоциклетної роти 77 окремого мотоциклетного батальйону 10 ТДК

## Галерея

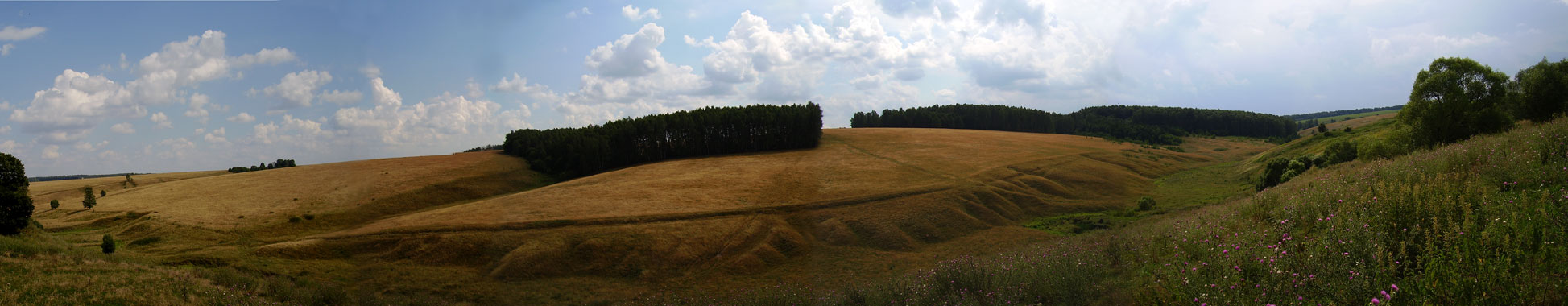
Яр за селом

Вікісховище має мультимедійні дані за темою: Сомове (Одоєвський район)